# Уилкс-Барре/Скрантон Пингвинз
«Уилкс-Барре/Скрантон Пингвинз» (англ. Wilkes-Barre/Scranton Penguins) — хоккейный клуб, выступающий в Американской хоккейной лиге. Клуб базируется в городе Уилкс-Барре, штат Пенсильвания, США.

## История
В 1990-е годы «Питтсбург Пингвинз» имел фарм-клуб «Кливленд Ламберджекс», выступавший в IHL. В 1996 году «Питтсбург» приобрёл у «Колорадо Эвеланш» бездействующую франшизу АХЛ — «Корнуолл Эйсез». В 1999 году клуб переехал в Уилкс-Барре, штат Пенсильвания. Талисманом команды является пингвин Такс, который носит майку с номером 99, что означает год основания команды в Уилкс-Барре.
За время своего существования «Пингвинз» трижды играли в финалах Кубка Колдера. В свой второй сезон команда дошла до финала, но в шести матчах уступила команде «Сент-Джон Флэймз». В 2004 году «Пингвинз» снова вышли в финал, но проиграли «Милуоки Эдмиралс» в четырёх играх. В 2008 году в финале Восточной конференции, по результатам семи матчей, «Пингвинз» обыграли «Портленд Пайретс». В финале Кубка Колдера «Пингвинз» уступили команде «Чикаго Вулвз» со счётом в серии 4-2.

## Клубные рекорды
Сезон
Голы (34) — Крис Минард (2008-09)
Передачи (50) — Джефф Тафф (2008-09) и Янне Песонен (2008-09)
Очки (82) — Янне Песонен (2008-09)
Штраф (431) — Деннис Бонви (2005-06)
Коэффициент пропущенных голов (1,93) — Джефф Заткофф (2012-13)

Карьера в клубе
Голы — 181 — Том Костопулос
Передачи — 269 — Том Костопулос
Очки — 450 — Том Костопулос
Штраф — 1081 — Деннис Бонви
Вратарские победы — 103 — Джон Керри
Игры — 627 — Том Костопулос